# Piccola Madonna Cowper
La Piccola Madonna Cowper (così chiamata per distinguerla dalla Grande Madonna Cowper) è un dipinto a olio su tavola (58x43 cm) di Raffaello Sanzio, databile al 1504-1505 circa e conservato nella National Gallery of Art di Washington.

## Storia
L'opera venne acquistata presso una collezione privata a Urbino o a Firenze da lord George Nassau Clavering-Cowper, conte di Cowper, verso il 1780, assieme all'altra Madonna "Grande", che oggi si trova nello stesso museo. Dal castello di Panshanger, nell'Hertford venne venduta molti anni dopo, nel 1913, ai mercanti d'arte Duveen, dai quali la acquistò Joseph Widener, le cui collezioni furono donate al museo statunitense nel 1942.

## Descrizione e stile
L'opera mostra la Madonna seduta a mezza figura col Bambino in grembo che fa per abbracciarla. Iconograficamente viene di solito riferita a una derivazione della Madonna del Granduca, con una vivace interazione tra madre e figlio nei gesti. Il busto di Maria è ruotato verso destra, mentre il corpo di Gesù compie una torsione in senso opposto, cingendo al collo la madre affettuosamente. Gli sguardi di entrambi sono rivolti allo spettatore e i loro volti sono creati per analogie, a partire dai morbidi capelli biondi di entrambi. Tale misurata vivacità d'azione è legata all'esempio di Leonardo da Vinci, a cui rimandano anche i dolci trapassi di colore e il dilatarsi dei piani di luce e ombra.
Lo sfondo presenta un dolce paesaggio collinare, con un laghetto, in cui si specchiano il cielo e alcuni alberelli, e una chiesa sulla destra. Più in lontananza la foschia rende tutto chiarissimo, in toni azzurrini.